# Рілдо да Коста Менезес
Рілдо да Коста Менезес (порт. Rildo, нар. 23 січня 1942, Ресіфі — 16 травня 2021) — бразильський футболіст, що грав на позиції захисника. Виступав, зокрема, за клуби «Ботафогу» та «Сантус», а також національну збірну Бразилії.

## Клубна кар'єра
Рілдо почав свою кар'єру в молодіжному складі клубу «Ібіс», яку він сам називав «найгіршою командою в світі». З ранніх днів своєї кар'єри футболіст грав на лівому краю оборони, наслідуючи свого кумира Нілтона Сантоса. Звідти він перейшов до клубу «Спорт Ресіфі».
У 1959 році клуб «Ботафогу» провів товариський матч зі «Спортом». Після закінчення зустрічі, головний тренер «Глоріосо», Жоан Салданья запросив Рілдо в команду. Трансфер футболіст відбувся через п'ять місяців у грудні 1959 року. Спочатку гравець виступав у другій команді, тренуючись з першим складом. Він довгий час на тренуваннях протистояв Гаррінче, який постійно обігрував молодого футболіста. У цей період Рілдо був призваний в армію, але туди він не з'явився. Пізніше його спіймали і відправили в 8 артилерійський полк, розквартирований в Леблоні. Там, як дезертир, він перебував в ізоляторі протягом двох місяців. Пізніше «Ботафогу» зміг повернути свого гравця і домогтися скасування призову. Трохи пізніше після повернення Рілдо був введений в основний склад, як резервіст свого кумира Нілтона Сантоса. У 1961 і 1962 роках захисник вигравав з клубом два чемпіонату штату Ріо-де-Жанейро. У 1962 році Рілдо переміг з клубом на турнірі Ріо-Сан-Паулу, а потім повторив цей успіх в 1964 і 1966 роках.
У 1967 році «Ботафогу» став відчувати фінансові проблеми. І партнер по збірній, Карлос Алберто Торрес, запропонував Рілдо перейти в стан його команди — «Сантуса». Переговори між клубами були дуже важкими і довгими. Захисник навіть відмовився від 15 % прав на гроші від продажу контракту, тільки щоб «Сантус» зміг викупити його у «Ботафогу». Зрештою клуби досягли угоди. Клуб надав гравцеві квартиру з видом на океан, а також виплатив половину з 15 %, від яких Рілдо відмовився ще на стадії переговорів. Захисник виграв з клубом три чемпіонату штату, Кубок Роберто Гомеса Педрози і Суперкубок міжконтинентальних чемпіонів. Він провів у складі команди 325 матчів і забив 11 голів. Потім він ненадовго повернувся в «Ботафогу», за який провів, в цілому 298 матчів і забив 3 голи. Згодом футболіст грав за клуби АБС і СЕУБ. Рілдо зіграв за АБС тільки одну офіційну гру і був відсторонений спортивним судом Бразилії, оскільки він, а також ще два гравці клубу не мали право виходити на поле, не будучи офіційно гравцями команди.
З 1974 по 1976 рік захисник за деякими даними грав за мексиканську «Америку». У 1976 році Пеле запросив Рілдо пограти за «Нью-Йорк Космос», там він провів один сезон, в якому виграв чемпіонат Північноамериканської футбольної ліги, потім грав у США за «Саутерн Каліфорнія Лейзерс» і шоубольний клуб «Клівленд Форс» з Major Indoor Soccer League.
У сезоні 1979 року грав за клуб «Каліфорнія Саншайн», а у наступному за «Клівленд Кобрас», обидві — з American Soccer League.
Завершив ігрову кар'єру у команді «Лос-Анджелес Ацтекс», за яку виступав протягом 1981 року. По завершенні кар'єри Рілдо залишився жити в США, там він тренував клуби «Каліфорнія Емперорс», «Лос-Анджелес Сальса» і «Сан-Фернандо Вейлі Голден Іглз».

## Виступи за збірну
До складу національної збірної Бразилії Рілдо викликався з 1962 року. Він, не провівши жодної гри за національну команду, був кандидатом на поїздку на чемпіонат світу 1962 року, але програв конкуренцію Алтаїру. Через чотири роки захисник все ж поїхав на чемпіонат світу 1966 року в Англії. Там гравець провів одну зустріч — з Португалією, в якій забив гол, проте його команда програла 1:3 і вибула з турніру.
Рілдо провів всі попередні матчі перед чемпіонатом світу 1970, будучи гравцем стартового складу у Жоана Салданьї. Після відходу Салданьї з поста головного тренера і призначення на його пост Маріо Загалло, Рілдо перестали викликати до складу «Селесао»; причиною назвали медичний огляд, який виявив у захисника проблеми з серцем. Через кілька років Рілдо зажадав у доктора збірної Лідіу де Толеду назвати діагноз, за яким футболіст не міг грати за національну команду. Той нічого конкретного сказати не зміг, лише пояснивши, що це захворювання іноді проявляється, а іноді ні. Всього за національну команду Рілдо провів 48 матчів і забив 1 гол.

## Титули і досягнення
- Переможець Ліги Каріока (2):

«Ботафогу»: 1961, 1962
- Переможець Ліги Пауліста (3):

«Сантус»: 1967, 1968, 1969
- Переможець Північноамериканської футбольної ліги (1):

«Нью-Йорк Космос»: 1977

## Особисте життя
Рілдо двічі був одружений. Від першої дружини у нього залишилося дві доньки. На другий дружині, Терезі, він одружився в 2003 році.